# Шувалов, Валерий Павлович
Вале́рий Па́влович Шува́лов (12 августа 1939, СССР — 4 мая 2020, Москва, Россия) — советский и российский кинооператор, заслуженный деятель искусств России (1992).

## Биография
Родился 12 августа 1939 года. В 1966 году окончил операторский факультет ВГИКа (мастерская Л. В. Косматова). С 1967 года — оператор-постановщик киностудии «Мосфильм».
В 2014 году был награждён премией киноизобразительного искусства «Белый квадрат» Гильдии кинооператоров России — «За вклад в операторское искусство» имени Сергея Урусевского.
Скончался 4 мая 2020 года в Москве на 81-м году жизни от коронавируса. Кремирован, урна с прахом захоронена на Введенском кладбище в могиле родителей (9 уч.).

## Личная жизнь
Состоял в браке с актрисой Ларисой Лужиной, однако личная жизнь не сложилась — супруги развелись. Сын Павел Шувалов.
Старшая сестра — актриса и театральный режиссёр Людмила Шувалова, жена актёра Владислава Стржельчика.

## Фильмография

### Оператор
1. 1964 — Аптекарша — курсовая работа ВГИК совместно с Н. Ильчуком
2. 1966 — Наедине с ночью
3. 1967 — Фокусник (2-й оператор)
4. 1968 — Джамиля (фильм, 1968)
5. 1969 — Золото (2-й оператор)
6. 1971 — 12 стульев
7. 1972 — Я — Тянь-Шань
8. 1974 — Самый жаркий месяц
9. 1975 — От зари до зари
10. 1976 — Сказ про то, как царь Пётр арапа женил
11. 1977 — Портрет с дождём
12. 1979 — Экипаж
13. 1980 — Кто заплатит за удачу?
14. 1981 — Тайна записной книжки
15. 1982 — Сказка странствий
16. 1984 — Человек-невидимка
17. 1985 — Странная история доктора Джекила и мистера Хайда
18. 1986 — По главной улице с оркестром
19. 1986 — Путешествие мсье Перришона
20. 1988 — Шаг
21. 1989 — Интердевочка
22. 1989 — Крейзи
23. 1990 — Карьер
24. 1991 — Казус импровизус (Непредвиденный случай)
25. 1991 — Чокнутые
26. 1992 — Волшебная лавка
27. 1993 — Завещание Сталина
28. 1993 — Команда в поисках миллионерши
29. 1993 — На муромской дорожке
30. 1993 — Предсказание
31. 1995 — Мелкий бес
32. 1996 — Неживой зверь

### Режиссёр
- 1991 — Казус импровизус (Непредвиденный случай)